# 丸亀市立図書館
丸亀市立図書館（まるがめしりつとしょかん）は、香川県丸亀市が設置する公立図書館。丸亀市立中央図書館、丸亀市立綾歌図書館、丸亀市立飯山図書館の3館で構成される。中央図書館は丸亀市の直営で、綾歌図書館と飯山図書館は民間に一部業務委託している。また、図書館から遠方に居住する市民のために、移動図書館車「かめまる号」が月1回巡回している。

## 歴史
丸亀市は2005年（平成17年）3月22日に旧丸亀市、綾歌郡綾歌町・飯山町が合併して発足し、旧丸亀市が設置していた丸亀市立図書館と飯山町が設置していた飯山町図書館を引き継いで それぞれ丸亀市立中央図書館、丸亀市立飯山図書館 に改称した上で丸亀市立図書館とした。この時、綾歌町公民館図書室を綾歌図書館に格上げした。図書館に関しては、2003年（平成15年）9月24日の第6回合併協議会で取り扱いについて話し合われ、「合併時から一体的に利用できるよう調整する」こととし、旧丸亀市の移動図書館事業を合併後に全市域で実施することが取り決められた。実際、2005年（平成17年）5月には図書館利用カードの統一やどの図書館の蔵書も貸出・返却・予約などができるようになっていた。
2010年（平成22年）度から飯山図書館の運営を民間に一部業務委託し、2012年（平成24年）度からは綾歌図書館も一部業務委託するようになった。これにより両館では開館時間の延長と休館日の削減が行われた。また2012年（平成24年）度から小学校入学前の子供に絵本を送る「セカンドブック」事業を開始した。2013年（平成25年）4月にシステム更新を行った。なおシステムはNEC製のLTISを使用している。

## 利用案内
- 開館時間：中央=9時から20時まで[14]（土日は17時まで）、綾歌=10時から18時まで（土日は17時まで）、飯山=9時30分から18時まで
  - 条例上は10時から18時まで（土日は17時まで）であるが、条例中の規定により、館長権限を行使して開館時間の延長を行っている[5]。
- 休館日：月末、国民の休日（土日の場合は開館）、特別整理期間、年末年始
  - 中央のみ=第2・4・5月曜日
  - 綾歌のみ=月曜日
  - 飯山のみ=第1・3・5月曜日
- 貸出制限：丸亀市に在住・通勤・通学する者
- 貸出可能冊数：図書10冊、紙芝居2点、雑誌2冊、CD・カセットテープ=3点（3館の合計）
- 貸出可能期間：15日間
- 予約、複写、リクエスト、レファレンスサービス、郵送貸し出し（重度障碍者のみ）可能。

## 中央図書館
丸亀市立中央図書館（まるがめしりつちゅうおうとしょかん）は、香川県丸亀市浜町にある公立図書館。建物は丸亀市猪熊弦一郎現代美術館（MIMOCA）と共用しており、図書館部分は全体の23%を占める。MIMOCAには指定管理者制度が導入され、公益財団法人ミモカ美術振興財団（ミモカ財団）が運営するが、中央図書館は丸亀市の直営である。
市は中央図書館を丸亀市における基幹図書館と位置付け、市民の学習や教育の拠点としての役割を果たすことを使命としている。また高松市の香川県立図書館・高松市中央図書館と並ぶ香川県の主要図書館の1館に位置付けられる。しかし、貸出冊数の実績では飯山図書館を下回っている。

### 中央図書館の歴史

#### 開館前史「井上文庫と丸亀市教育部会」（1907-1929）
1906年（明治39年）11月、香川県教育会丸亀市教育部会の呼びかけにより「井上通女遺徳表彰会」が発足し、業務を開始した。同会は図書係を持っており、1907年（明治40年）8月に井上文庫を開設した。同年10月9日には香川県立丸亀中学校（香川県立丸亀高等学校の前身）が保管していた旧丸亀藩の蔵書を丸亀市の管理に移すことが決まり、丸亀市は井上文庫に委託保管を依頼した。井上文庫は1908年（明治41年）7月20日に香川県立丸亀高等女学校（香川県立丸亀高等学校の前身）内に置くことが決定し、同月解散した井上通女遺徳表彰会に代わって井上文庫維持会が文庫を運営することとなった。井上文庫は寄贈などを受けて約4,500冊を所蔵していたが、開館は日曜日だけ（8月中は毎日開館）だったこともあり利用は少なかった。維持会では1917年（大正6年）の井上通女180年祭を契機として独立した建物を持つ文庫の建設を画策したが、資金面で行き詰まっていた。
一方、香川県教育会丸亀市教育部会は1915年（大正4年）に中府町の民家を利用した新聞縦覧所を開設して大阪朝日新聞と萬朝報を備えていた。また1917年（大正6年）6月ごろには178冊を所蔵する小文庫を中府町の部会事務所に設置した。そして1922年（大正11年）秋の陸軍特別大演習への「東宮殿下行啓記念事業」と「御成婚記念事業」として図書館を建設することを1923年（大正12年）の教育部会総会で満場一致で可決し、元藩主家の京極氏に寄付を求めるなど準備を進めた。しかし井上文庫と同じく資金集めに苦労したようで、実際の開館はこれより6年先のことである。

#### 私立丸亀市図書館（1929-1947）

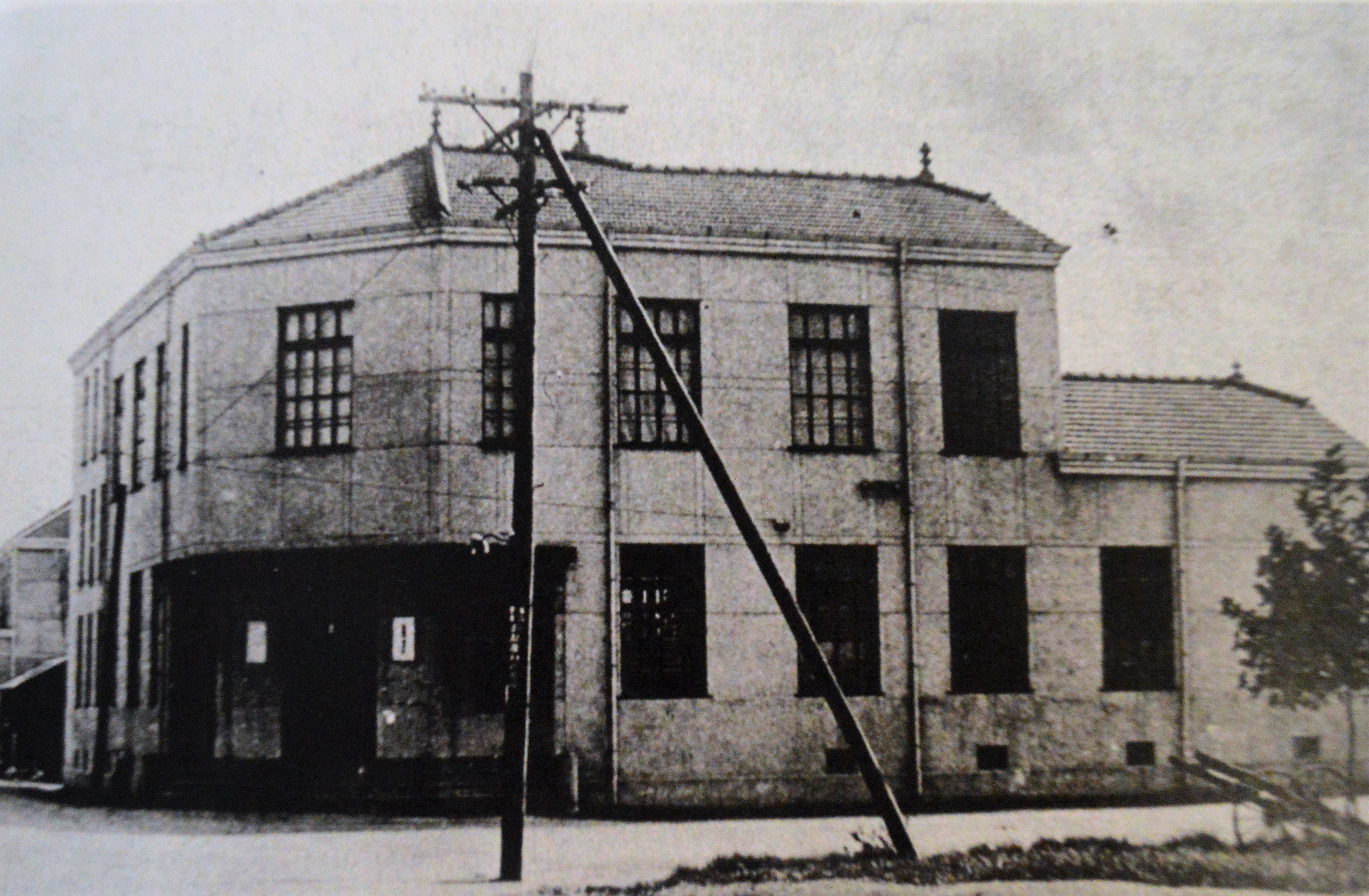
私立丸亀市図書館（1930年頃）

丸亀市教育部会による図書館建設はなかなか進展しなかったが、1928年（昭和3年）1月27日に中府町の清酒「月星」醸造元の曽川浅七が図書館用地として200余坪を提供し、建設費2万円を寄付することを丸亀市長に申し入れ、市長の報告を受けた丸亀市会は謝意を示した。市側は図書館の建設地は（曽川の申し出た土地ではなく）市役所の東側が適切であると考えたため教育部会長と交渉し、教育部会は同年5月に市が提案した場所に建設することを了承した。そして同年11月10日に地鎮祭を執り行って建設に着手した。
地鎮祭からちょうど1年後の1929年（昭和4年）11月10日、図書館の設立認可が下り、香川県教育会丸亀市教育部会の運営する丸亀市図書館として開館した。建物は未完成だったため仮館での始動となり、1930年（昭和5年）4月29日の天長節に開館式を挙行してそこへ移転した。（正式な開館は同年5月7日とする資料もある。）同年度の蔵書数は9,560冊で、教育部会の蔵書と井上文庫の蔵書の一部を基礎としていた。1日平均閲覧者数は52.1人（年間14,078人）で、1932年（昭和7年）度以降100人（年間3万人）を超えるようになった。1931年（昭和6年）9月に行われた調査によると、同月の利用者は1日平均150人で内訳は学生6割、青年団員3割で、女性は毎日30人ほどの学生が婦人室を訪れていた。最もよく読まれていたのは文学、特に大衆小説で、作家別では香川県出身の菊池寛が最も人気で、芥川龍之介の作品もよく読まれた。このほか江戸川乱歩『蜘蛛男』、甲賀三郎『幽霊犯人』といった推理小説がよく読まれ、特にこの2冊はあまりの利用の多さに真っ黒になってしまったと大阪朝日新聞の香川版が報じている。
教育部会は将来的に丸亀市へ図書館を移管するつもりで図書館運営を行い、丸亀市は図書館へ補助金を拠出していた。そこで発生したのが1934年（昭和9年）の丸亀市会による「左翼的な図書」の廃棄要求である。1933年（昭和8年）12月、丸亀市会は同年度の予算として計上していた丸亀市図書館への奨励費1,000円の使途について、「職員俸給が低いため補助を増額したのにそこには使わず、いかがわしい本を買うために充てているのではないか」という疑いを立て、閲覧図書調査を求めたのである。その結果、視学は河上肇の『唯物史観研究』、高畠素之の『マルクス十二講』と『マルクス経済學』、恒藤恭の『マルクス主義の根本問題』などを「問題の本」として報告した。1934年（昭和9年）1月、市会議員は「赤の図書館とは如何」と発言し、市当局に改善を求め、市参与は「市営ではないので命令権はないが、これらの図書の廃棄を図書館に求め、奨励費を出す以上は図書館を監督していきたい」と答弁して事態の収拾を図った。思想統制が強まっていたという時代背景にもかかわらず、実際には図書館側はこの要求に応じず、資料を守り抜いた。なお、当時の新聞記事や市会の資料は21世紀の現在も丸亀市立中央図書館が保管している。
1935年（昭和10年）度の蔵書数は13,655冊、閲覧者数は34,625人、1940年（昭和15年）度の蔵書数は14,649冊、閲覧者数は24,445人であった。香川県の図書館統計は一旦ここで途切れ、太平洋戦争中の図書館の動向は不明である。

#### 丸亀市への移管（1947-1965）
1947年（昭和22年）2月、丸亀市教育部会から丸亀市へ図書館が移管され、丸亀市立図書館となった。同年の蔵書数は20,544冊、閲覧者数は8,271人（1日平均37.77人）、館内閲覧冊数は9,814冊（1日平均44.81冊）で、職員は3人であった。当時の貸し出しは有料の読書会員か読書組合に限定され、貸出冊数は219冊にすぎない。この頃の特徴的な活動として「児童文庫」があった。児童文庫は瓦町の兵舎跡に設け、住民有志に児童向け図書の管理を任せて児童に貸し出してもらうというもので、香川県立図書館からも図書を借用して運用した。
1950年（昭和25年）2月24日、県下公共図書館連絡協議会が丸亀市立図書館で開催され、県内の図書館が協力して図書館員の資質向上、日本十進分類法（NDC）の研究などを進めていくことを決議した。1952年（昭和27年）5月1日より12歳以上の市民を対象として貸し出しを開始し、1人1冊1週間借りることができるようになった。1953年（昭和28年）2月から3月にかけて高松市立図書館へ職員を派遣し、図書分類の方法や目録の作成方法などを学ばせた。同年7月24日から7月26日まで、西讃から出品された県展作品を展示する企画を開催した。
幸町243番地にあった木造2階建ての図書館は1954年（昭和29年）頃になると自動車の騒音で読書に適さない環境になってきたため、鉄筋コンクリート構造2階建ての新館を建設しようという動きが現れた。しかしその実現には時間がかかった。その間図書館の蔵書は年間1,000冊のペースで増え続けた一方、年間閲覧者数は27,000人から45,000人と年による変動が大きかった。

#### 相次ぐ移転（1965-1991）
1964年（昭和39年）11月9日、大手町2番地5にある丸亀市役所の敷地内で624万円をかけた新図書館の建設工事が始まり、1965年（昭和40年）3月31日に完成した。同年4月26日に落成開館式を挙行し、4月28日より蔵書30,524冊をもって一般の利用を開始した。この新館は鉄骨構造2階建てで延床面積356.4m2あり、1階に集会・展示室、研究室、管理室、新聞閲覧室などを置き、2階に一般閲覧室と子供室を設けていた。1968年（昭和43年）11月、『新修 丸亀市史』の編集事務局が置かれ、1969年（昭和44年）8月28日より「こども文庫」と称する巡回文庫の運用を開始した。
新館へ移転したばかりではあったが、1970年（昭和45年）9月1日には公民館や資料館と併設した図書館を丸亀城内に建設する計画が立てられ、第1回の研究打ち合わせ会が開かれた。この計画は1971年（昭和46年）3月18日の丸亀市議会定例会で可決され、図書館と資料館を併設する施設の建設が同年12月に始まった。

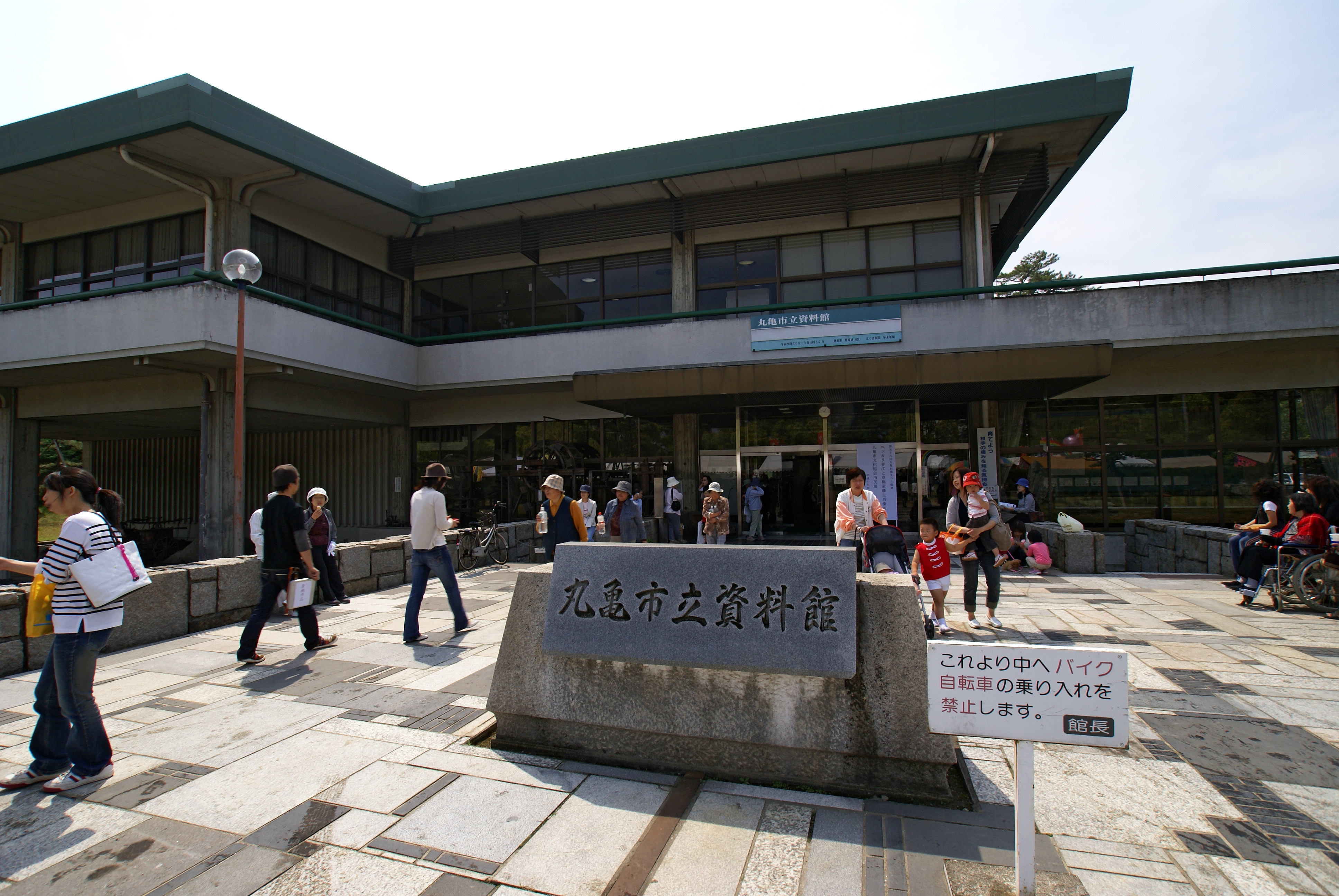
丸亀市立資料館（2007年）
丸亀市立図書館・資料館として建設された。資料館は2016年（平成28年）6月1日より耐震補強工事のため休館中である。

8600万円をかけた建設工事は1972年（昭和47年）9月に完了、9月16日から図書などの移動作業を開始し、10月27日の落成式を経て翌10月28日から蔵書48,096冊をもって新館での業務を開始した。同時に「亀山文庫」が創設された。丸亀市は新館へ移った図書館に潤沢な資金を投入し、1970年（昭和45年）度の人口1人当たりの図書館費が160.11円だったのに対し、1975年（昭和50年）度には961.21円に跳ね上がった。蔵書数も1975年（昭和50年）度には89,118冊と新館移転時の1.85倍に増えた。こうした中で1977年（昭和52年）度には同年度予算に占める図書館費・資料費の割合が高い市として丸亀市が日本図書館協会の図書館調査委員会の選んだ29市に取り上げられた。この中で丸亀市は人口1,000人当たりの蔵書受け入れ数が183冊で15位、人口100人当たりの貸出冊数が314冊で13位と中間に位置付けられた。29市の中に入ったのは四国で丸亀市だけで、中国・九州地方まで広げても山口県新南陽市（現・周南市）しか入っていないことからも丸亀市の図書館への投資の充実度が窺える。
サービス面では「声のLL機器」の導入と録音奉仕者会の設立、文化講座の開講（1974年〔昭和49年〕5月）、「子どもの本を読むお母さんの会」の設立による読書活動の推進（1976年〔昭和51年〕2月）と幅を広げていった。こうした活動から1977年（昭和52年）10月に香川県図書館協会から表彰されている。更に1980年（昭和55年）3月に「ユネスコ文庫」の設置と郷土資料のマイクロフィルム化、1981年（昭和56年）から1986年（昭和61年）にかけての各種蔵書目録作成、1981年（昭和56年）4月の重度身体障害者向けの郵送貸し出しサービス開始と続いた。1981年（昭和56年）度の統計では人口1人当たりの貸出冊数と図書流通率、職員1人当たりの貸出冊数がいずれも香川県で1位であった。豊かな図書館費を背景として、県内の他の図書館が1人2冊しか借りられなかった時代に10冊まで借りられるようにしていたのが大きく貢献したと見られる。

#### 駅前図書館へ（1991-）
丸亀市では予讃線丸亀駅の高架化に伴う駅前再開発計画が浮上し、時を同じくして丸亀出身の猪熊弦一郎が自身の作品を市へ寄贈することを申し出たことから美術館を建設する案が出された。その中で美術館に図書館を併設しようという流れになり、1988年（昭和63年）度予算に6000万円の図書館設計委託費が計上された。設計は谷口吉生が担当し、ピーター・ウォーカーがランドスケープのデザインを手がけ、猪熊自身の意見も数多く取り入れられた。設計期間は1988年（昭和63年）9月から1989年（平成元年）9月で、同年12月に着工、1991年（平成3年）6月に竣工した。新館には「子どものおはなし室」を設置することが決まったので、開館を前に1990年（平成2年）10月からボランティアのストーリーテラーを育成する講習会が開始された。
そして1991年（平成3年）12月19日より新館での業務を開始し、同時にコンピュータを導入した。1997年（平成9年）10月には木曜日に「郷土の歴史講座」を開講した。2001年（平成13年）11月18日には「ブックバンク」と称する不用となった図書の交換会を初めて開催した。2002年（平成14年）7月には『それいゆ』や『ひまわり』などの戦後に刊行された雑誌を展示する会を開催し、2003年（平成15年）5月には明治時代の和装本から昭和終戦直後の墨塗り教科書までの昔の教科書を当時の机・教卓とともに展示した。これらの展示会で使われた雑誌や教科書は市立図書館の書庫で保管しているものである。なお、2002年（平成14年）度の蔵書数は311,288冊、入館者数は104,886人、貸出冊数は355,585冊であった。
2005年（平成17年）3月22日の新・丸亀市発足により、丸亀市立中央図書館に改称した。2010年（平成22年）12月には開館80周年記念に図書館で結婚式を挙げる「ライブラリーウェディング」を企画した。2016年（平成28年）4月1日より、開館時間を20時まで延長する実証実験を開始した。これは仕事帰りのサラリーマンや学校教員の来館を期待しての措置であり、丸亀駅の降車客の来館も想定されている。

### 館内の設計

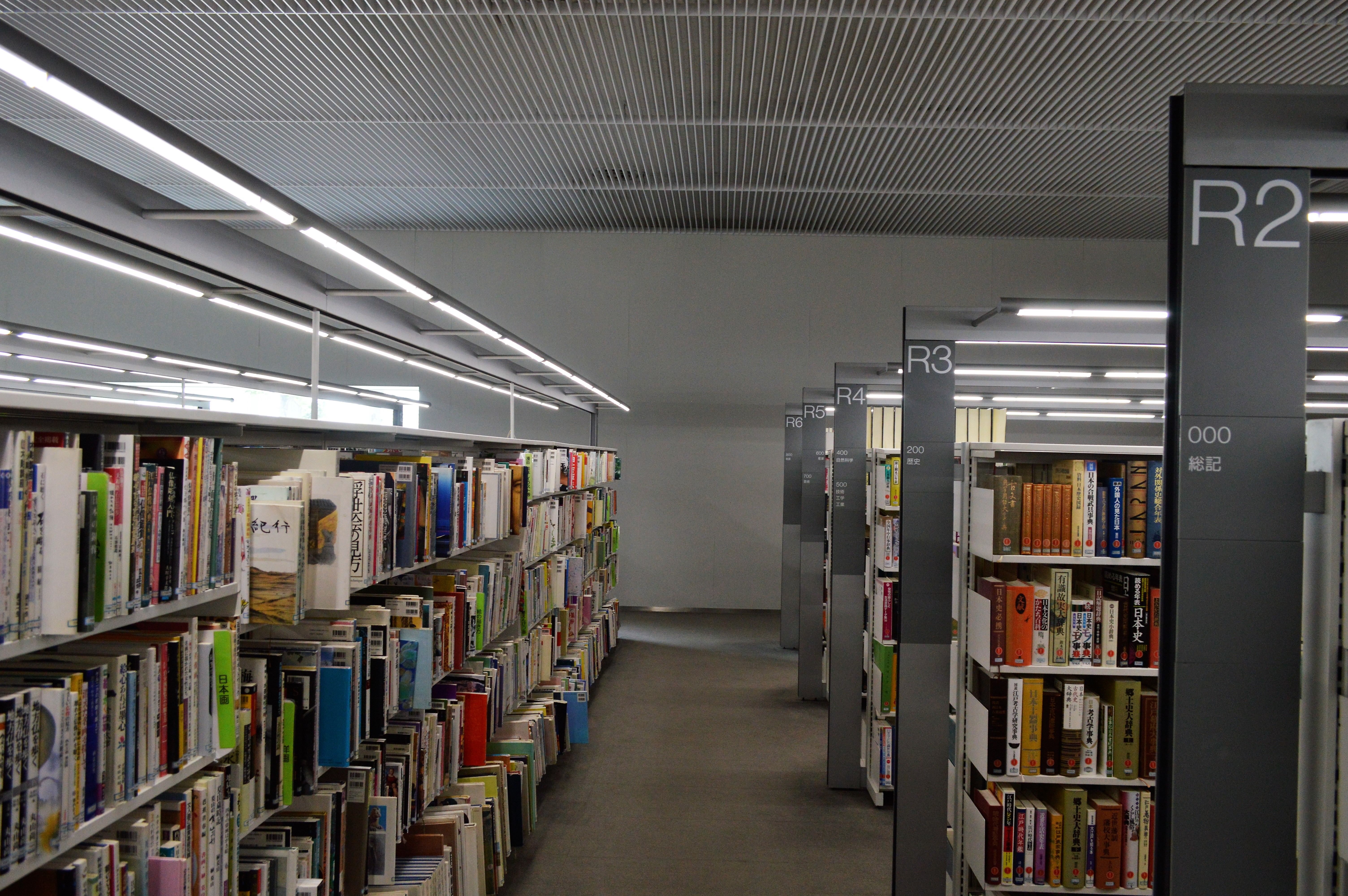
中央図書館の館内

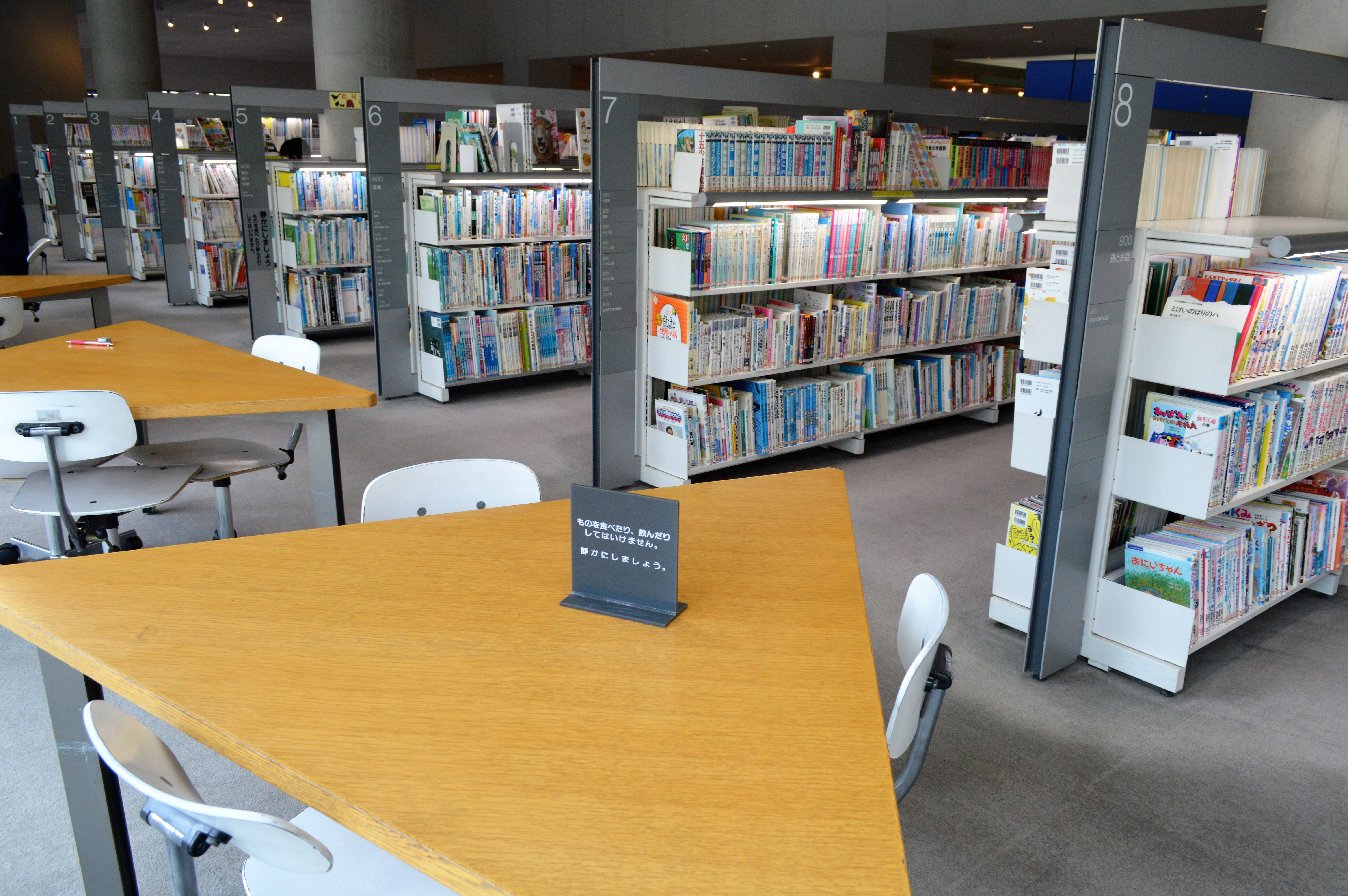
中央図書館の館内

建物は谷口吉生の設計で、施工は鹿島建設四国営業所による。図書館と美術館（MIMOCA）を併設することによって多くの人が立ち寄る施設とすることが企図されたもので、実際に休日には多くの来館者で賑わっている。1998年（平成10年）には公共建築百選に選定された。鉄筋コンクリート構造地上4階地下1階建てで、図書館部分は地上1階地下1階である。建物はMIMOCAとの共用であるが、南側に図書館専用の入り口が設置されている。またMIMOCA2階には「美術図書室」があるが、これは丸亀市立図書館の管理下にはない。
図書館入り口から風除室を抜けると大理石の床の「コントロールセンター」があり、カウンターや閲覧テーブルが置かれている。また入り口正面のシルクスクリーンは猪熊弦一郎が描いた数多くの動物で埋め尽くされている。コントロールセンターを抜けるとカーペット敷きになり、向かって右手が児童図書コーナー、左手が新聞・雑誌コーナーで、新聞・雑誌コーナーの奥に一般閲覧室がある。
児童図書コーナーは、児童の身長に合わせて背の低い書架や上端の高さを抑えた窓を採用し、児童が騒いでも声を吸収できるように天井に吸音板とアルミニウム製のルーバーを設置している。新聞・雑誌架はスチール製で木製フレームに縁取られている。新聞・雑誌コーナーの真上がMIMOCAの美術図書室で、コーナー上部のガラスブロックから美術図書室の様子が垣間見える。一般閲覧室の書架は新聞・雑誌コーナーの端から反対側の壁面まで連続し、背の高い書架同士で小スペースを形成する。

### 施設の運営
綾歌・飯山両図書館の運営が一部業務委託されているのに対し、中央図書館は丸亀市の直営が維持されている。これは中央図書館が丸亀市立図書館の中核を担う図書館としてレファレンスサービスや香川県立図書館との相互貸借の拠点としての役割を果たしているためであり、今後も丸亀市による直営が維持される見通しである。また、綾歌・飯山両図書館に対して指導的立場にある。
一方、清掃業務や空調管理などの施設の管理については、MIMOCAと建物を共有している都合でMIMOCAの指定管理者であるミモカ財団が管理を委託した業者に任せており、管理にかかる費用は建物の中で図書館が占める割合である23%分を中央図書館が負担している。2016年（平成28年）現在、ミモカ財団と中央図書館が同じ業者と別個に契約を結んでいる状態であり、手続きが煩雑であるため、図書館の施設管理業務にのみ指定管理者制度の導入が検討されている。

### 中央図書館の交通
- JR予讃線丸亀駅より徒歩約1分[12]。
- 駐車場は丸亀駅前市営地下駐車場が利用可能[67]。カウンターに駐車券を提出すると2時間無料になる[67]。

## 綾歌図書館
丸亀市立綾歌図書館（まるがめしりつあやうたとしょかん）は、香川県丸亀市綾歌町栗熊西にある公立図書館。綾歌市民総合センターの2階にある。図書館業務の一部は民間（公益財団法人丸亀市福祉事業団）に委託する。
フランス語による絵本の読み聞かせやぬいぐるみおとまり会を開催したことがある。

### 綾歌図書館の歴史

#### 公民館図書室と図書館設置運動（1963-2005）
1963年（昭和38年）に綾歌町公民館図書室として開室した。1978年（昭和53年）に綾歌町農村環境改善センターが完成し、図書室は同センターへ移転した。
一方、町民の間では「図書館」の設置に向けて1990年代から活発な取り組みを行っていた。香川県では当時、小豆郡土庄町や大川郡志度町でも図書館設置を目指す住民運動が展開されており、2000年（平成12年）時点で開館に向けて行政が動き出していた。綾歌町では、町議会議員の刎田鉱造が中心となって図書館設立運動を続け、図書館コンサルタントの菅原峻を招いた講演会を開催した。菅原の講演会には図書館設置を目指す全ての団体が香川県各地から参加したという。また刎田議員は2001年（平成13年）1月16日・17日に日本図書館協会主催の「議員のための図書館づくりセミナー」に参加して図書館設置についての知見を深めた。
町民の運動を受け、2000年（平成12年）に図書館建設検討委員会が発足した。検討委員会は報告書をまとめ綾歌町長に提出したが、綾歌町は合併問題を抱えていたこともあり、図書館の設置に向けた行政側の動きはなかった。図書館設置運動が思うように進まない中でも、刎田議員は運動の前進のために尽力した。2002年（平成14年）度の蔵書数は15,883冊、貸出冊数は9,585冊であった。

#### 綾歌図書館の開館（2005-）
2005年（平成17年）3月22日 の新・丸亀市発足と同時に綾歌町公民館図書室は丸亀市立綾歌図書館となった。この時点の時点の蔵書数は約1万5千冊で、図書館はそのまま綾歌町農村環境改善センターに置かれた。同年7月1日、旧綾歌町役場である綾歌市民総合センターの2階へ移転した。新館の床面積は旧館時代の8倍以上に拡大し、閲覧室のほか学習室や視聴覚室、図書ギャラリーが設けられ、「明るく、穏やかな落ち着く感じ」の館内となった。蔵書は旧館から1万冊を引き継ぎ、残る5千冊は岡田と富熊の農村研修センター（現・コミュニティセンター）へ移された。
こうして長年の図書館設置運動は実を結ぶこととなったのである。しかし蔵書は旧館から引き継いだものにわずかばかりの新刊を加えたのみで、購入雑誌数が23種、新聞数が3種と不十分なものであった。長年図書館員を務め、図書館長の経験もある棚橋満雄は飯山図書館の立派さを引き合いに、十分な準備・計画を行わずに「形だけの図書館」を整備した丸亀市当局を非難し、丸亀市立図書館長の責任が問われなければならない、と述べている。
2012年（平成24年）度から運営の一部が民間に業務委託されるようになり、開館時間の延長と休館日の削減が行われた。2017年（平成29年）9月より綾歌市民総合センターが耐震工事に入るため、工事期間の約1年間休館する予定である。この工事により図書の重量制限が緩和され、蔵書を増やすことができるようになる見通しである。

### 綾歌図書館の交通
- ことでん琴平線栗熊駅より徒歩約10分[12]。
- JR予讃線丸亀駅より丸亀コミュニティバス乗車、「綾歌市民総合センター」下車、すぐ[12]。

## 飯山図書館
丸亀市立飯山図書館（まるがめしりつはんざんとしょかん）は、香川県丸亀市飯山町西坂元547番地1にある公立図書館。丸亀市飯山総合学習センター内に設置されている。利用者からの評価は高く、利用実績は好調で、若い世代の親子や家族三世代での来館が多い。蔵書数は中央図書館の半分未満であるが、貸出冊数は中央図書館を上回る。
図書館業務の一部は民間（公益財団法人丸亀市福祉事業団）に委託する。毎年、絵本作家を招待して読み聞かせをしてもらうという行事を開催している。

### 飯山総合学習センター
丸亀市飯山総合学習センター（まるがめしはんざんそうごうがくしゅうセンター）は、飯山図書館と飯山生涯学習センターから成り、図書館部分が建物全体の6割を占める。飯山図書館は業務委託、飯山生涯学習センターは指定管理者制度で運営されており、施設管理は同一の業者に委託している。「ひとり いち学習 いち活動」を掲げて住民の学習・教育活動の支援を行う。
飯山図書館は背の低い書架を採用して見通しの利く空間を形成し、通路や児童書コーナーも広くとっている。おはなし室は靴を脱いで中に入るようになっている。
飯山生涯学習センターは公民館や児童向け施設を設置する。具体的には遊戯室、集会室、研修室、調理室、和室、屋外遊技場、放送大学香川学習センター丸亀教室がある。

### 飯山図書館の歴史
飯山町は総工費1億2400万円をかけて図書館の建設に乗り出し、1984年（昭和59年）9月25日に着工し、1985年（昭和60年）3月10日に竣工した。そして同年4月18日に飯山町図書館として開館した。飯山町図書館は飯山町川原1110番地にあり、延床面積728m2の2階建てで、1階に一般閲覧室、児童・生徒閲覧室、事務室と倉庫、2階に閲覧室の予備施設としての学習室A、視聴覚活動や読書活動への利用を想定した学習室Bを設置した。特に学習室は生涯学習時代の到来にふさわしい施設として特筆される。開館時の蔵書数は6,107冊（うち児童・生徒向けが4,781冊）で、これに香川県立図書館からの借用書4,000冊を加えて10,107冊とした。飯山町は開館したばかりの図書館に潤沢な図書購入費を投入し、1985年（昭和60年）度末には16,975冊、1986年（昭和61年）度末には22,841冊、1987年（昭和62年）末には25,793冊と蔵書数は急速に増えた。これに呼応して貸出冊数も1985年（昭和60年）度の37,856冊から1987年（昭和62年）度の47,628冊へと増加していった。この頃の図書館は、幼児とその保護者向けに折り紙、紙芝居教室と映画会を開き、小学生向けには夏休みの「子ども陶芸教室」、母親向けには「手作り絵本教室」を開催していた。特に子ども陶芸教室の人気は高く、参加者を抽選で90人に絞り込むほどであった。1994年（平成6年）4月、コンピュータによる蔵書管理・貸し出しを導入した。2002年（平成14年）度の蔵書数は64,499冊、入館者数は40,205人、貸出冊数は78,381冊であった。
合併を直前に控えた2005年（平成17年）1月16日、飯山総合学習センターが開館し、飯山町図書館は同センターでの業務を開始した。飯山総合学習センターについて棚橋満雄は、旧飯山町図書館も立派であったのに「なんのためにわざわざ新しい図書館をつくったのか」と建設に疑問を呈した。同年3月22日、丸亀市立飯山図書館に改称した。2010年（平成22年）度より、一部の業務が民間委託されるようになった。

### 飯山図書館の交通
- JR予讃線丸亀駅より丸亀コミュニティバス乗車、「飯山総合学習センター」下車、すぐ[12]。

## 移動図書館

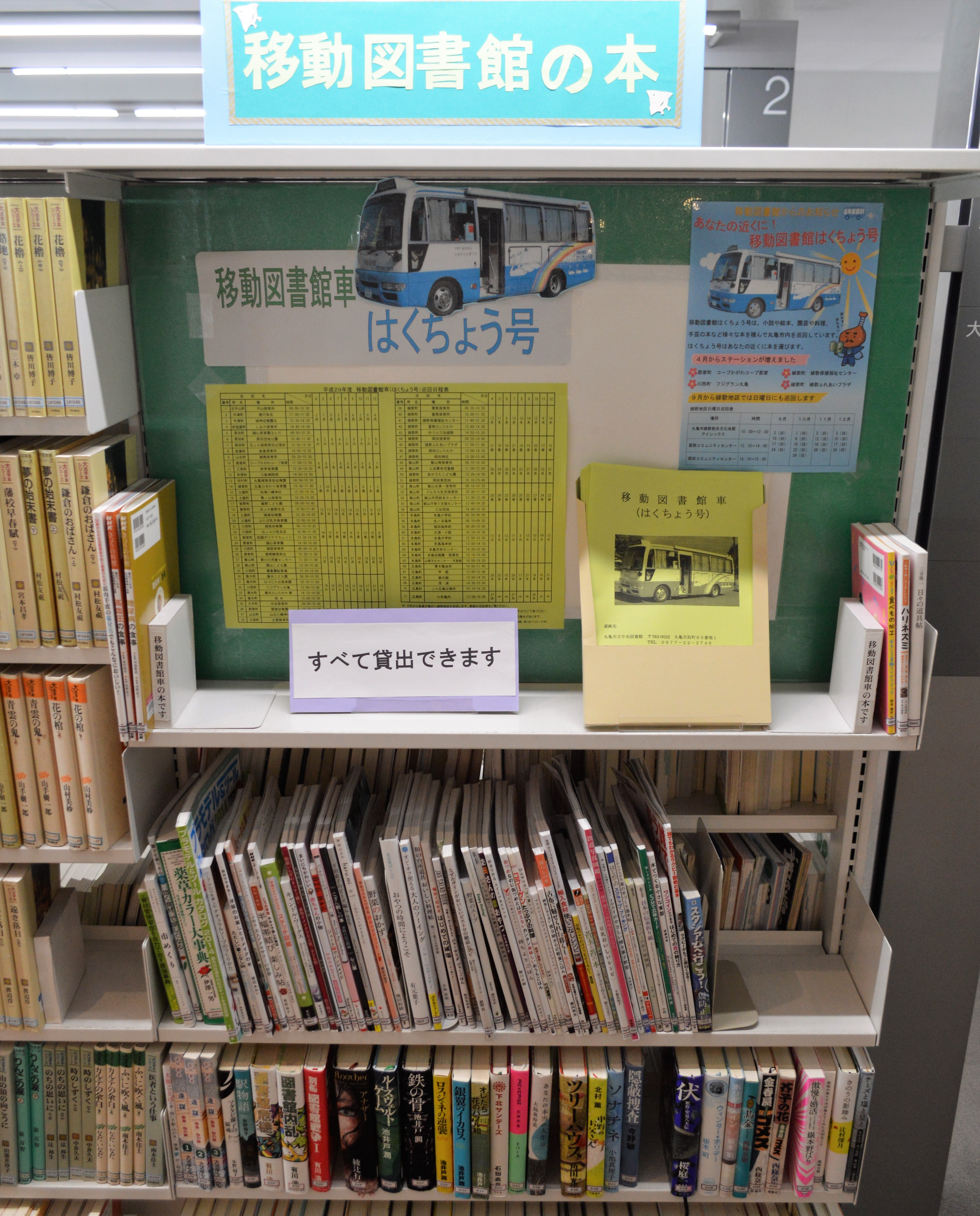
中央図書館にある移動図書館コーナー

丸亀市の移動図書館は「白鳥号」という名前で、市内の3館から2km以上離れている地域で月1回程度運行している。2016年（平成28年）現在、離島部も含め68か所を約2,500冊を積載して巡回している。
移動図書館の運行は1954年（昭和29年）の丸亀市立図書館（現・丸亀市立中央図書館）の新館建設計画と同時期に企画されていた。しかし実現には時間がかかり、1984年（昭和59年）5月に丸亀ロータリークラブから移動図書館車「白鳥号」が寄贈されてようやく実現した。この間、1969年（昭和44年）8月28日より巡回文庫「こども文庫」を導入して、城南・川西・土器・飯野の公民館への月50冊の配本を開始している。また1970年（昭和45年）4月からは離島の本島と広島にもこども文庫を導入、同年8月には夏休み限定で市内の小学校に500冊を配本する「動く子ども図書館」を開始した。
2014年（平成26年）度の利用登録者数は6,844人、貸出者数は5,990人、貸出冊数は70,120冊である。移動図書館の運行は業務委託されている。